# لوسی پارکر
لوسی پارکر (انگلیسی: Lucy Parker؛ زادهٔ ۱۸ نوامبر ۱۹۹۸) بازیکن فوتبال اهل انگلستان است که در پست مدافع برای باشگاه استون ویلا در سوپر لیگ زنان انگلستان بازی می‌کند.
وی همچنین در تیم‌های ملی فوتبال زیر ۱۷ سال زنان انگلستان و زیر ۲۱ سال زنان انگلستان بازی کرده است.